# Erzin
Erzin là một huyện thuộc tỉnh Hatay, Thổ Nhĩ Kỳ. Huyện có diện tích 358 km² và dân số thời điểm năm 2007 là 38918 người, mật độ 109 người/km².

## Thành phố kết nghĩa
- Freiberg am Neckar, Đức
- Quba, Azerbaijan, từ năm 2011[2]